# Les Gardiens de la raison
Les Gardiens de la raison : Enquête sur la désinformation scientifique est un livre publié en 2020 par les journalistes Stéphane Foucart et Stéphane Horel, ainsi que le sociologue Sylvain Laurens. Les auteurs enquêtent sur les nouvelles formes de lobbying, à l'heure d'internet, menées selon eux par certains industriels entrainant avec eux de nombreux acteurs du monde de la vulgarisation scientifique.

## Contenu
Le livre entend démontrer comment se fait la « fabrique »  et la diffusion de certaines informations scientifiques par des lobbys industriels tels que l'industrie du tabac ou l'industrie pétrolière. Il évoque aussi longuement les milieux rationalistes en France, et les mécanismes par lesquels selon les auteurs ils se retrouvent être le relais de certaines « désinformations » lancées par les industriels.

## Réception et critiques
L'ouvrage est diversement accueilli,. Il suscite de nombreuses réactions avant même sa sortie, en premier lieu celles des personnes incriminées qui pour certaines nient en bloc les faits reprochés, pointent des erreurs factuelles ou accusent les auteurs de tomber dans le conspirationnisme et le « journalisme d'insinuation ». Les auteurs répondent à ces accusations dans deux articles publiés par le quotidien en ligne AOC,. Mis en cause dans l'ouvrage, le sociologue Gérald Bronner est le seul à attaquer les auteurs pour diffamation, mais il est débouté en juin 2022.
Dans L'Humanité, l'historien des sciences Jérôme Lamy juge l'ouvrage « remarquable ». Mediapart salue pour sa part une « enquête très précise et documentée ». L'anthropologue Sophie Houdart dans la revue La Vie des idées attribue du « mérite » aux auteurs, appréciant notamment « la précision de leurs enquêtes ». Le président de l'association des journalistes scientifiques de la presse d'information estime que les journalistes devraient lire ce livre et que l'analyse des auteurs est « extrêmement précieuse ».
Le podcast du Quai des Savoirs estime de son côté que « la question de fond posée par l'ouvrage paraît pertinente et nécessaire » mais qu'il prend la forme d' une « enquête à charge, orientée, qui flirte parfois avec les règlements de compte personnels. » Il relève également l' « acharnement » contre l'Association française pour l'information scientifique avec « près de 40 pages de notes pour se donner l'apparence de scientificité par effet de volume ». Le magazine En attendant Nadeau est lui aussi partagé. Il y voit une « enquête journalistique passionnante » qui effectue une « démonstration efficace » des mécanismes de fonctionnement de ces nouveaux lobbies. Il regrette en revanche « quelques généralisations hâtives » et « erreurs factuelles » ainsi qu'un « usage un peu cavalier de la culpabilité par association ».